# Epidemia da solidão
A epidemia da solidão é uma tendência contínua de solidão e isolamento social vivida por pessoas nos Estados Unidos e em todo o mundo. O aumento começou na década de 2010 e foi exacerbado pelos efeitos isoladores do distanciamento social, das ordens de permanência em casa e das mortes durante a pandemia de COVID-19.
Em maio de 2023, o Cirurgião Geral dos EUA, Vivek Murthy, publicou um comunicado do Departamento de Saúde e Serviços Humanos dos Estados Unidos sobre o impacto da epidemia da solidão e isolamento nos Estados Unidos. O relatório comparou os perigos da solidão a outras ameaças à saúde pública, como o tabagismo e a obesidade. Em novembro de 2023, a Organização Mundial da Saúde declarou a solidão uma “preocupação global de saúde pública” e lançou uma comissão internacional para estudar o problema.